# ماريا فاوست
ماريا فاوست (بالإستونية: Maria Faust)‏ هي عازفة ساكسفون إستونية، ولدت في 18 أبريل 1979 في كوريساري في إستونيا.

## وصلات خارجية
- الموقع الرسمي
- ماريا فاوست على موقع ميوزك برينز (الإنجليزية)
- ماريا فاوست على موقع ديسكوغز (الإنجليزية)